# Плейстарх
Плейстарх — македонський полководець, династ Карії.
Плейстарх був сином регента Македонії Антипатра та братом Кассандра — фактичного володаря Македонії з 316 р. до н. е. та царя з 306 р. до н. е. Вперше Плейстарх згадується під 313 р. до н. е., коли Касандр перед своїм виступом у похід проти міста Ороп (північна частина Аттики) передав йому начальство над гарнізоном Халкіди (острів Евбея).
У 302 р. до н. е. Плейстарху доручили набагато важливіше завдання. Тоді розгорнулась війна коаліції Кассандра, Лісімаха, Селевка та Птолемея проти Антигона Одноокого, який владарював над Малою Азією. Першою сюди переправилась армія фракійського царя Лісімаха, проте хід кампанії був для нього невдалий, так що він відійшов на зимові квартири до союзної Гераклеї Понтійської. Кассандр же спрямував на допомогу союзнику свого брата, доручивши йому 500 вершників та 12 тисяч піших воїнів. Втім, переправа до Малої Азії виявилась дуже непростою, так що Плейстарх зміг довести до Лісімаха лише 5 тисяч солдат.

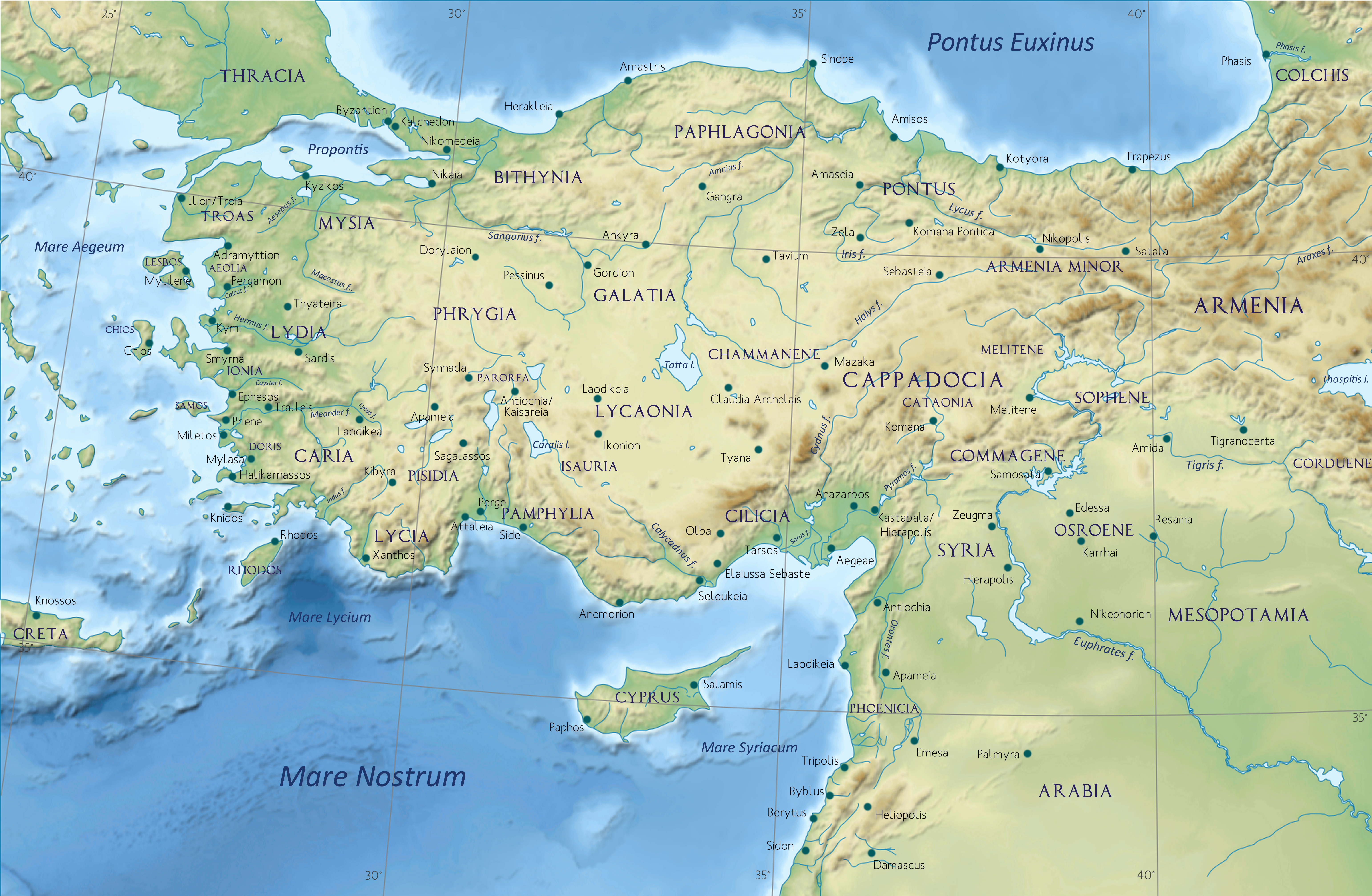
Карта Малої Азії. На південному заході позначені згадані у статті Карія, Міласа та Тралли, далі на схід по узбережжю розташована Кілікія та місто Тарс

Хоча про дальші дії Плейстараха під час цієї війни не згадується відомими нам джерелами, проте напевно він командував корпусом Кассандра в битві при Іпсі (301 р. до н. е.), яка призвела до загибелі Антигона. Під час розділу держави переможеного Плейстарху, ймовірно, виділили південне узбережжя Малої Азії від Карії до Кілікії. Саме в останній — у місті Тарс — спершу знаходилась його резиденція. Втім, самого лише рішення іпських переможців було недостатньо для створення Плейстархової держави, оскільки син Антигона Деметрій зміг утримати в своїх руках морську частину батькового царства — мережу фортець та гаваней, котра простягнулась від Афін через Кіклади, Кіпр та південне узбережжя Малої Азії до Фінікії. Ймовірно, Антигонід контролював центральну частину малоазійського узбережжя з Лікією та Памфілією (в подальшому, десь між 295 та 287 роками до н. е., ці території опинились в руках єгипетського царя Птолемея І).
Деметрій же позбавив Плейстарха і контролю над Кілікією, прибувши сюди з флотом у 299 р. до н. е. Коли звістка про появу кораблів Антигоніда надійшла у Тарс, Плейстарх не став чинити спротив та втік до свого брата. Як наслідок, Деметрію дісталась не лише провінція, але й залишки скарбів Александра Македонського в Кіінді, де виявилось 1200 талантів. Згодом Кілікія перейшла до Селевка, котрий висватав у Деметрія його доньку Стратоніку.
Плейстарх перейшов до Карії, де облаштував резиденцію у Гераклеї-на -Латмосі, яку перейменував на Плейстархію. Вважається, що потужні елліністичні фортифікації цього міста були споруджені саме в часи правління касандрового брата. Наразі також відомий цілий ряд написів із згадками про Плейстарха з кількох карійських міст — Еврома (десяток кілометрів на північний захід від стародавньої столиці області Міласи), Сінури (храмовий комплекс поряд з Міласою) та Гілларіми (північний схід Карії, за два з половиною десятки кілометрів на північ від Мугли). Також до держави Плейстарха відносилось розташоване у долині Меандра місто Тралли (сучасний Айдин), мешканці якого встановили його статую.
Як засвідчують написи, Плейстарх не прийняв царського титулу та діяв як карійський династ. Датування одного з написів сьомим роком правління Плейстарха дозволяє стверджувати, що він володів областю щонайменше до 295 р. до н. е. Згодом тут почав розпоряджатись Евполем — також один з полководців Кассандра. За яких саме обставин відбулась ця зміна династів — помер Плейстарх природною смертю чи був усунутий — невідомо.